# Der Richter von Zalamea (1920)
Der Richter von Zalamea ist ein deutscher Stummfilm aus dem Jahre 1920 von Ludwig Berger nach dem gleichnamigen Drama von Pedro Calderón de la Barca. Die Hauptrollen spielen Albert Steinrück und Lil Dagover.

## Handlung
Spanien Anfang der 1580er Jahre, zur Zeit Philipps II. Die Truppen des Königs sind in das Dorf Zalamea eingerückt. Im Hause von Pedro Crespo und seiner beiden Kindern wird Hauptmann Don Alvaro einquartiert. Alvaro zeigt sich sehr interessiert an der stolzen Tochter Isabel, die ihm jedoch die kalte Schulter zeigt. Dies macht den Hauptmann, der Zurückweisungen nicht gewohnt ist, zornig, und er meint, sich die schöne Isabel mit Gewalt nehmen zu dürfen. Diese Vergewaltigung bedeutet in den Augen Pedros auch Ehrverlust für ihn, und so lässt er, inzwischen zum Richter von Zalamea ernannt, über den gewalttätigen Hauptmann zu Gericht sitzen.
Alvaros Kommandeur Generals de Lope warnt Pedro, nicht zu weit zu gehen. Doch der Richter von Zalamea zeigt sich unbeeindruckt, und so endet die Verhandlung mit einem Todesurteil gegen den Schänder Don Alvaro. De Lope versucht daraufhin, Pedro Crespos richterliche Kompetenz zu bestreiten. Ohne sich angekündigt zu haben, erscheint plötzlich König Philipp im Dorf und bestätigt das Todesurteil, lässt aber seinen Willen zur Begnadigung durchscheinen. Doch es ist zu spät, das Urteil ist kurz vor der royalen Ankunft bereits vollstreckt und der Vergewaltiger mit einer Garotte hingerichtet worden.

## Produktionsnotizen
Das Projekt, den Calderón-Stoff zu erfilmen, wurde bereits 1919 angekündigt. Der Richter von Zalamea entstand in den Freibauten auf dem Bioscop-Gelände und im Bioscop-Atelier in Neubabelsberg. Der ursprünglich siebenaktige Film war im Original 2186 Meter lang, passierte die Zensur am 23. Oktober 1920 und wurde am 28. Oktober 1920 im Marmorhaus uraufgeführt. Ein Jugendverbot wurde ausgesprochen.
Der Richter von Zalamea war Ludwig Bergers erste Filmregie. Die von Hermann Warm entworfenen Filmbauten wurden von Ernst Meivers umgesetzt, die Produktionsleitung hatte Rudolf Meinert. Karl Krohne war Dirigent.

## Kritik
In Paimann’s Filmlisten nennt den Film ein romantisches Schauspiel und Monumentalfilm und beschreibt ihn mit: „Stoff interessant. Spiel und Szenerie ausgezeichnet, Photos sehr gut.“